# ريد فيشر
ريد فيشر (بالإنجليزية: Red Fisher)‏ هو صحفي كندي، ولد في 18 فبراير 1914 في الولايات المتحدة، وتوفي في 5 مايو 2006 في تشاتام كينت في كندا.